# 假面騎士劍角色列表
假面騎士劍角色列表是於朝日電視台放映的特攝劇集《假面騎士劍》（日语：仮面ライダー剣）各個登場的角色。

## 假面騎士
劍崎一真（椿隆之 飾；香港配音：黃榮璋（本篇、ViuTV時王）、伍博民（電影版、帝騎最終回）、 台灣配音：何志威）
假面騎士Blade的變身者。電視版為22歳（真實結局），電影版時26歳（分支結局）。故事初期為BOARD的菜鳥假面騎士，跟著橘前輩到處封印四散的不死者。而隨者故事發展，實力越來越強。
個性熱血、單純、有點急躁，喜好助人，願意打從心底相信他人，即使對方是不死者也一樣，所以常被別人耍得團團轉。
不善理財的月光族，曾經向睦月抱怨自己的薪水常常不夠用，因此被栽贓是在市場偷東西的小偷時被睦月誤解是沒錢吃飯而動了歪念
雙親於兒時一場家居火災過身，甚至從小到大也常有遭人背叛的經歷，但是他並沒有因此變得孤僻冷漠，依然保持著熱情善良的性格，認為會真心為他擔心的人就是他的朋友。
隨著故事發展，與身為不死者的相川始從敵人的關係開始轉化成友誼，並相信他為了擺脫Joker必定要毀滅世界的命運而一心一意幫助他找尋人類的情感。
故事最初因為橘用藥麻醉囚禁烏丸所長懷疑橘背叛了BOARD。
第8話被伊坂發現跟黑桃A的融合程度非常高。其融合程度之高更令劍的Jack Form和King Form的能力遠超最初預期。第33話起廣瀨義人更為此跟橘研究。
第26話明白到自己戰鬥的目的。同話經嶋昇獲得Rouse Absorber並變身成Jack Form。
第34話被發現其特殊體質能融和13張不死者的卡片，變身為King Form，但是劍崎若過度且連續的使用King Form的話，他的身心就會慢慢受到不死者的影響。
第37話把從橘得到的紅心K的卡牌交給始並讓他變身成Wild Form以抑制始Joker的本性。
第38話被睦月挑釁後變身成King Form卻受Undead影響其心智。
第49話為了相川始能夠繼續人類生活及拯救世界，利用King Form的副作用，变成了第二隻鬼牌（Joker）不死者讓Battle Fight持續後，便失去了蹤影。
在《劇場版 假面騎士劍 MISSING ACE》中當了一名普通清潔員，過著平凡日子。
於《假面騎士Decade》第30-31話登場。
叧外在《假面戰隊五騎士》中再次登場。
於《假面騎士ZI-O》第29-30話中再次登場，在與相川始的決鬥中被另類劍吸收能量而不能再變身，而且已經由Joker恢復為人類。
橘朔也（天野浩成飾；香港配音：李錦綸（本篇）、李家傑（電影版）、台灣配音：李景唐）
假面騎士Garren的變身者。電視版為25歳（真實結局），電影版為29歳（分支結局），BOARD的成員，是劍崎和廣瀨的前輩。
性別沉實且寡言、愛護後輩，但同時容易被人利用。
主角群中隱然有著領導者的地位，官方認定之二騎。
因為比劍崎和廣瀨還早進入BOARD，所以經常提供關於BOARD的情報。
味覺神經超乎常人，完全不覺得虎太郎消沈時做出的超難吃料理有哪裡不對。
第1話因為想找出Rider System的祕密，在BOARD被蝗蟲Undead毀滅後救了烏丸所長，並用藥麻醉囚禁起來。
故事初期因為心理因素對騎士系統產生恐懼，造成心理障礙，所以無法戰鬥。
第14話被伊坂利用封印蜘蛛不死者（梅花A）以製造出Leangle Buckle。
後來愛上自己的心理醫生深澤小夜子，但因為深澤小夜子在第14話被孔雀不死者（方塊J）殺害，而完全克服心中的恐懼重新變身為Garren而戰。
後來以前輩身分帶領上城睦月成為假面騎士。其時個性嚴謹而認真。
第31話經睦月了解到相川始是鬼牌（Joker）不死者的事實後說服劍崎遠離相川始但失敗，即使跟劍崎以Jack Form互相對戰也被擊敗。此後一直跟廣瀨義人(Trial B)合作直至第38話。
第42話借出其Rouse Absorber給睦月擺脫蜘蛛不死者（梅花A）的控制。
於第47話，為保護相川始而跟長頸鹿鋸鍬形蟲不死者（方塊K）戰鬥並和他跳崖同歸於盡，但被烏丸所長救起。
在《劇場版 假面騎士劍 MISSING ACE》中當了新BOARD的所長。
於《超級英雄大戰GP 假面騎士3號》中再次登場。
相川始（森本亮治 飾；香港配音：陳廷軒（本篇）、陳健豪（ViuTV時王）、台灣配音：李景唐）
假面騎士Chalice的變身者。電視版為23歲（真實結局），電影版時27歲（分支結局）。原始身分是鬼牌（Joker）不死者兼擬態，能夠變身成被自己封印的不死者並以其能力戰鬥（但因螳螂不死者（紅心A）的戰鬥能力較高，因此大部分時間都會以他的能力戰鬥）。封印解放後，先後封印了螳螂不死者（紅心A）、以及人類不死者（紅心2），並且一直以人類不死者（紅心2）的樣貌生活。
按演員森本亮治當年在訪談中笑言，他以比克大魔王作為角色參考。
不需使用Undead搜尋器就可以感覺到Undead，和Trial的出現和位置。
在故事開始前數個月因緣際會下在雪山中遇到遭難而往生的攝影師，栗原晉，被其託付了家人的照片，因為對人類的情感感到好奇，因此使用人類Undead的卡片化身為「相川始」的身分，電視故事開始便以相川始的身分進入那位攝影師眷屬家中體驗人類生活，並因其女栗原天音產生了人類的情感。
本性殘忍，但因為使用人類Undead的卡片生活了一段時間後，產生了人類的感情與人格，因此漸漸不想變回Undead。
一開始對他而言重要的只有栗原一家，對其他人大都表現冷漠及不信任，並表示不管是人類或不死者都是他的敵人，因此在故事早期經常與劍戰鬥。但隨著故事發展，他的態度漸漸受到劍崎和天音一家人的影響而軟化，產生人類的情感，也和其他三名騎士開始合作。
曾於失憶期間遇上一個樣貌酷似于自己的普通人類，名為三上了。
第31話起因各種原因經常變回其原始形態—鬼牌（Joker）不死者，但在第37話使用劍崎交給他的紅心K卡牌後在不失去卡牌的情況下已能完全阻止變回Joker。
第32話揭示了Board所研發的騎士系統實是整合了Joker的數據而成，亦即暗示了Blade、Garren和Leangle 以“腰帶”為變身驅動器實是參考了存在於Joker自身體內的腰帶。
第47話因長頸鹿鋸鍬形蟲不死者（方塊K）被Garren封印成為Battle Fight的勝利者，然後因此誕生了大量蟑螂怪物(Dark Roaches)。
第49話跟劍崎多次決戰也分不出勝負。劍崎故意变成了第二隻鬼牌（Joker）不死者讓Battle Fight持續，世界不致於毀滅的同時亦讓始繼續生活在栗原家。
於《假面騎士ZI-O》第29-30話中再次登場，與劍崎的決鬥中被另類劍吸收能量而不能再變身，而且成為真正的人類。
上城睦月（北條隆博 飾；香港配音：李致林、 台灣配音：梁興昌）
假面騎士Leangle的變身者。電視版為16-17歳（真實結局），劇場版為21歳（分支結局）。16-17歲的高中少年，籃球隊隊員，仰慕幪面超人的強悍。
根據劇場版的工作履歷，出生日期是1987年5月10日，是官方在主角團中唯一有給出生日的人。
還是嬰兒的時候疑似被綁架而困在投幣式儲物櫃，雖然被安全找到，但這段經歷卻成為其人生的第一段記憶，更是經常做噩夢。從那以後，他對黑暗產生了強烈的恐懼，他開始希望自己有一天能變得更強以擺脫這段恐怖的回憶。當劍崎從不死者的攻擊中救出他時，這種感覺變得更加強烈，他開始對假面騎士產生超越欽佩的感情。
在超市打工，因為劍崎曾經向他抱怨做假面騎士的薪水常常入不敷出而把被人栽贓的劍崎當成真的小偷並不停勸說
本性善良、不喜歡紛爭，但其年輕不安定的個性，反被綠蜘蛛不死者侵入心智，性情變得暴戾。在劇情中段經常被不死者操控，並對主角等人挑起戰鬥。
第13話中首次登場，遇到綠蜘蛛不死者，被判斷為適合者而被盯上，在一片白光中被寄生蜘蛛定位。於同話首次遇到劍崎，對方打跑了想要襲擊自己的獅子不死者，因爲受到其保護而開始對假面騎士心生向往；在問及對方的名字是，劍崎只是笑了笑便駕車離去，令他印象深刻。
第15話時被伊坂的勢力抓到，因其融合係數較高而被伊坂精神控制變身但失敗，隨後被仍在大馬路上，更因此錯過了和女朋友望美的約會。
第16話偶然在草叢中撿到Leangle腰帶而被綠蜘蛛不死者催眠，精神被蜘蛛不死者佔據，猶如提綫木偶一樣被控制後首次變身成假面騎士Leangle。
第17話被綠蜘蛛不死者操控著展示Leangle壓倒性的强大戰鬥能力，Chalice和Blade被打倒在地毫無還手之力，使用梅花10卡牌Remote把兩人已封印的不死者卡牌解封。然而解除變身後並沒有變身時的記憶，對此感到疑惑，但只是以爲是自己的身體尚未適應而已。
在同話得知其渴望力量的原因，並在做噩夢後祈求腰帶能夠拯救自己，欣喜地發現因爲腰帶的力量而體能變强了。隨後跟隨劍崎並提出想學習成爲假面騎士，被拒絕仍毅然跟上去，變身後馬上被控制襲擊劍崎，把劍崎打得落花流水，再次使用梅花10卡牌Remote把已封印的3隻不死者解封。
第18話把劍崎打倒在地，卻因爲綠蜘蛛不死者的控制時間已到而被解除變身，理所當然被劍崎質問但卻什麽也想不起來。隨後腰帶被劍崎沒收，但下一瞬間又因爲綠蜘蛛不死者的意志而再次回到其身邊，令其更確信自己是被選中的。受到腰帶的影響其性格性情大變，精神被逐漸侵蝕，變得好戰暴斂；甚至開始身體發熱，並有金蜘蛛從他體内爬出來。突然的控制令他襲擊了望美，但在聽到望美的呼叫聲後馬上回過神來並害怕地逃跑。
在同話中因爲自己襲擊了望美而決定扔掉腰帶，但腰帶依然陰魂不散地纏著他，命令他接受自己的力量，其絕望地搖頭拒絕後拿起腰帶打算再次扔掉，豈料腰帶突然有意識地强行爲其帶上並打開强制其變身。在Blade，Chalice和不死者的混戰中無差別攻擊，並把Blade迫到絕境。在想要鎖喉並抓著其脖子的時候想起了望美的呼叫聲而呆住了，Blade抓緊破綻把其打到解除變身並暈倒，腰帶被桐生豪暫時奪走。
第19話被劍崎等人説教，希望他回歸普通的日常生活，在接通望美關心的電話後哭了一場。失去腰帶後體能等回復正常。但精神的問題貌似仍未好轉，嘴裏依然唸唸著Leangle，發瘋似的開始尋找Leangle腰帶，甚至從劍崎處偷走了Garren腰帶，想要和奪走Leangle腰帶的桐生豪做交換，理所當然被拒絕並被打飛。在桐生豪被打敗後，前往拾起腰帶再次被精神操控變身殺死了桐生豪。（此話為第一次展示其變身pose）
第20話開頭其噩夢惡化，拯救他的人從警察變成了綠蜘蛛不死者，預示著他根本沒有因爲這份力量得救。在被劍崎找上門後，被控制變身使用梅花10卡牌Remote把已封印的不死者解封。以爲自己成功守護了腰帶而沾沾自喜時遇見橘，説出如果想要腰帶的話就用力量從自己手中搶，2人變身後開打，卻依然因爲無法自由控制力量而被解除變身，但依然堅信綠蜘蛛不死者會選擇自己，在拒絕交出腰帶並留下「我想變强」的話後逃跑。在看到橘要前往打敗敵人時主動提出請帶上自己，被拒絕後依然駕駛機車跟上，說是因爲自己而被解放的不死者正在襲擊人類，因此他有責任，被橘囑咐不要出手。
第21話看著Chalice和Garren打起來而焦急不已，這份心情被綠蜘蛛不死者利用，隨即被控制後變身。Chalice爲了和他算賬而開打，但不消一會便因爲控制時間到而被解除變身跪倒在地上。在與橘聊過後，決定跟著橘學習假面騎士的戰鬥方式以變强來壓制綠蜘蛛不死者。被問及爲什麽想要變强時，第一次親口説出那個黑暗的噩夢，並説出自己十分渴望光。接著在自動投球場與橘一同訓練動態視力，隨後再次提及想要變强的原因，堅定地説出自己想要保護在光明中的人們的笑容與眼淚，表明自己想要守護光明後獲得橘的大認可，更加努力地訓練了。
第22話與橘到竹林訓練用棍棒作戰，動態視力的訓練幫上了忙，成功從橘手中搶過長棍。訓練完成後回家不到一秒又再次與橘前往調查，在首次同時變身，提出把敵人交給自己解決後，卻再次因爲綠蜘蛛不死者試圖奪取控制權而變得手忙腳亂，慌亂之中被敵人拖進地下，完全漆黑的環境讓其想起那個恐怖的回憶導致其毫無作戰能力。橘急忙來救場，其因爲過度害怕而逃跑，戰戰兢兢地爬上樓梯尋找向往的光明。被橘質問逃跑就沒辦法保護別人時，賭氣地說自己並沒有像橘一樣失去了女朋友因而非戰鬥不可的理由。
找到劍崎商討，固執地認爲自己是有被選中的命運，劍崎提出可以向命運發起挑戰，令其開始醒悟；在聽到橘可能有危險時不帶猶豫馬上前去幫忙。雖然依然很害怕黑暗，但爲了保護被波及的人們依然挺身而出，看著大家感激的笑容，可怕的黑暗也變得不可怕了，打從心底想保護他們。在被問及名字時，只是笑了笑便離去回到地底投身戰鬥。這一次的變身成功壓制住了綠蜘蛛不死者，是其首次靠自己的力量戰鬥。
第42話因為主角一夥人幫忙及老虎不死者（梅花Q）和紅蜘蛛不死者（梅花K）的援助完全封印綠蜘蛛不死者（梅花A）並脫離其掌控。
第45話希望透過溝通讓金居放棄其鬥爭本能以讓世界和平。
第49話世界恢復和平後重新打籃球。
於《劇場版 假面騎士劍 MISSING ACE》中只想成為一名普通的上班族，過著平凡的日子並不想念假面騎士的事。

## Board
廣瀨栞（江川有未 飾；配音：林元春（香港）、李明幸（台灣））
電視版為20歳，電影版為24歳。BOARD的重要員工，父親為當初解放不死者封印的人。
在第一話BOARD被毀後，與劍崎一同住進虎太郎的家中，並成為假面騎士們的後勤，以虎太郎的家為據點通報不死者的訊號給主角等人，或者蒐集關於不死者的情報，
第34話不死者通過網路散撥對假面騎士不利的情報時，反向利用網路搜尋不死者的位置。
個性相當強悍，也掌握有一定程度的格鬥能力，劇中有時都會看到她在鍛鍊身體，或者騎著重型機車奔走。
於《劇場版 假面騎士劍 MISSING ACE》中和一名男性結婚。
烏丸啟（山路和弘 飾；配音：盧國權（香港）、李景唐（台灣））
48歲，人類基盤史研究所(BOARD)所長，全故事的關鍵人物。
為了封印UNDEAD，而製造了假面騎士系統。
於故事最初曾被橘狙擊以了解為何沒有發揮格連的力量，後期又被伊坂（方塊J）用幻術控制並研發幪面超人尼高的腰帶。
擺脫伊坂的控制後，為了更了解不死者的秘密而前往西藏。
第49話重新出場，並透露早前跟金居(方塊K)疑似同歸於盡的橘為他所救起。
於《劇場版 假面騎士劍 MISSING ACE》中被Joker殺害。
桐生豪（增澤望 飾；配音：黎景全（香港））
原BOARD職員，是在橘之前的假面騎士Garren的適合者。
因為實驗事故失去右手，在將Garren託付給橘之後辭職。
因為對假面騎士的執著產生了心靈上的扭曲，開始以能放出強力電流的義手將犯罪者以私刑殺害。
第19話趁機搶走了Leangle的腰帶，並依此行使自己的「正義」。
最後和為了阻止其暴行而復出的橘對決後敗北，其後被Undead殺害。
廣瀨義人（春田純一 飾；配音：潘文柏（香港）、梁興昌（台灣））
廣瀨栞的父親。BOARD的重要員工。
為了復活死去的妻子，故意釋放了大部分UNDEAD，希望藉由UNDEAD的戰鬥了解其不死的原因來挽救自己妻子的生命。
其實他早已死去，劇中後期出現的廣瀨義人其實是帶著廣瀨記憶的改造實驗體——TRIAL.B。
曾捕捉劍崎，目的是為了採取因為使用King Form而逐漸Joker化的劍崎的細胞。
後反叛天王路被追殺，第40話為保護栞而犧牲。
天王路博史（森次晃嗣 飾；配音：黃子敬（香港））
BORAD的理事長，具有很大的財力，也是知道UNDEAD戰鬥目的的人之一。
其實是他暗中操控廣瀨義人解放了被封印的Undead。
為了減少競爭者，所以要烏丸所長開發將Undead打倒並重新封印的Rider System，而且製造人造不死生物TRIAL系列來進行製作人造Undead的實驗並企圖以它來消滅騎士。
後更製造了合成不死生物泰坦和人造Ace——地獄三頭犬不死者「凱爾貝洛斯」（KERBEROS）。
真正的目的是為了成為Battle Fight的勝利者，讓新的物種稱霸地球，自己則成為新物種的領袖永遠統治世界，因此製作出了人造不死者「凱爾貝洛斯」，並在第46話喊出「變身」二字，用其卡往手上變身器一刷，與之完全融合，企圖獲得最終的勝利將人類世界重組並成為統治者。其時其實力足以輕易擊退長頸鹿鋸鍬形蟲不死者（方塊K），同話輸給眾假面騎士後被金居（方塊K）殺害。

## 白井農場及家族
白井虎太郎（竹財輝之助 飾；配音：蘇強文（本篇）、黃啟昌（電影版）（香港））
電視版為23歳，電影版為27歳。默默無名的小說家。
第1集在調查都市傳說「假面騎士」的傳聞好當寫作題材時，目睹了Blade的戰鬥。因此接受劍崎和廣瀨住進家中，一方面收集小說題材，一方面也幫助主角找尋不死者。
栗原遙香的弟弟及栗原天音的舅父。於故事開始是便認識相川始，但初時對於這名來歷不明的男子抱著不信任的態度。
喜歡喝牛奶。家中的冰箱存有大量的牛奶。劇中幾乎沒有出現過喝牛奶以外的飲料的場景。唯一的例外是在失戀時有喝茶。
雖是長輩卻經常被栗原天音直呼其名。
雖然不喜歡身為不死者的相川始，但相信他對栗原一家的感情。
擅長廚藝，經常提議開辦派對以鼓勵主角等人，但當他精神上受到打擊而消沉時，做出來的料理也會同步變得異常難吃。
於《劇場版 假面騎士劍 MISSING ACE》中因「假面騎士」小說賣出突破2000萬本成為人氣小說家，已經不喜歡喝牛奶，變得喜歡喝紅酒。
栗原遙香（山口香緒里 飾；配音：謝潔貞（香港）、李明幸（台灣））
電視版為29歲，原姓白井，虎太郎的親姐姐。攝影師的丈夫已去世，一邊經營咖啡店「楓木」一邊養育著女兒天音。
對於沒有固定工作的虎太郎非常之擔心。一邊生活著，自己也一邊打算忘記跟不在世的丈夫一起過的每一天。
在一次偶然的機會看見了眼神十分之悲哀的始，所以決定將丈夫使用過的房間借給他住。
不知道相川始是不死者一事。
栗原天音（梶原光 飾；配音：曾佩儀（香港）、龍顯蕙（台灣））
電視版為9歲（13集以後10歲）《劇場版 假面騎士劍 MISSING ACE》為14歳。遙香的女兒。
雖然身為攝影師的父親已去世，但看起來還是充滿朝氣。
與虎太郎是舅甥的關係，不過她完全不顧舅舅面子，直接稱呼其大名。亦經常拿其同相川始作比較，挖苦虎太郎。
對相川始有著深厚的感情，並且讓開始照相的始嘗試父親過去的工作。
於《假面騎士ZI-O》第29-30話中再次登場時已成人，且接替其母親打理咖啡店「楓木」。
栗原普（渡祐史 飾）
遙香的丈夫，虎太郎的姊夫，天音的父親。
他是一名探險攝影師，

## 其他重要角色
深澤小夜子（栗田麗 飾；配音：鄭麗麗（香港））
橘朔也的心理醫生，後來與他發展成情侶關係。
第14話被孔雀不死者（方塊J）認為是她阻礙自己控制橘朔也而將其殺害。
山中望美（宮澤亞里沙  飾；配音：張頌欣（香港））
電視版為17岁，睦月的女朋友，经常激励无精打采的睦月，因此睦月才一直得以不被梅花Ace完全控制。
於故事後期得知睦月是假面騎士。雖然初時不能接受，但期後也支持他戰鬥及保護人類。
生原羽美（東海林愛美 飾）
第35話登場的客串角色，一身打扮都很有潮童/青春風格。
父母、兄長都死於地震，寄居親戚家中的少女，因此她希望找一個能保護自己的英雄，目睹劍崎變身成為假面騎士而待在他身旁，不讓他離開。
一之瀨仁（藤間宇宙 飾）
一之瀨優的兒子。
想逃離父親掌控、熱愛音樂的富家子。
偶遇相川始，並想結納。
神丘令（藤田瞳子  飾）
第22-23話登場的客串角色，他已經是栗原普的助手，一名攝影師。
山口辰也（山口辰也 飾）
第24-25話登場的客串角色，他是職業電單車比賽車手。

## 不死者

### 上級不死者

#### 黑桃
高原（林泰文 飾）
鷹不死者人間體兼擬態，黑桃J，第22-23集登場。和螳螂不死者（紅心A）於一萬年前的霸主之戰有最後一戰的協定。但時至現代，和自己許下戰鬥承諾的對手已被Joker封印…
矢澤（是近敦之 飾）
山羊不死者人間體兼擬態，黑桃Q，第20-21集登場。在聖杯的協助下被劍打敗並封印
KING（上條誠 飾）
高加索大兜蟲不死者人間體兼擬態，黑桃K，第31-34集登場。
取其實力最強之意而名為KING。其實力之強橫於所有不死者中數一數二，即使是人間體也足以令對手難以接近。
第31話因貪玩而上傳假面騎士的照片至互聯網。
第34話被劍封印，在被封印前警告劍崎有機會像睦月一樣被其控制

#### 方塊
伊坂（本宮泰風 飾；配音：劉昭文（香港））
孔雀不死者人間體兼擬態，方塊J，第5-15集登場。以幻術控制烏丸等人協助自己研發假面騎士權杖的腰帶，又在第14話殺死橘朔也的愛人。最後被橘朔也封印。
澄（福澄美緒 飾）
蛇不死者人間體兼擬態，方塊Q，第29-30集登場。和烏龜不死者（方塊7）聯手對付聖杯，但失敗並被聖杯封印。
金居（窪寺昭 飾；配音：黎景全（香港））
長頸鹿鋸鍬形蟲不死者人間體兼擬態，方塊K，第41-47集登場。深藏不露，表面上因得悉自己於現代無法封印其他不死者而放棄戰鬥，但當得到擁有封印能力的地獄三頭犬的卡片後便展露想成為最後勝利者的野心，並狙擊相川始，但是最後被橘朔也擊敗了並封印。

#### 紅心
新名（加賀美正史 飾）
狼不死者人間體兼擬態，紅心J，第24-25集登場。假裝和劍崎等人合作對付不死者。被他所殺死的人類會變成狼形怪物並受其指揮。最後被劍崎、橘聯手擊敗，並被劍崎封印。
吉永美雪（肘井美佳 飾）
蘭花不死者人間體兼擬態，紅心Q，第20-25集登場。以美人計接近虎太郎並侍機攻擊劍崎，又以花言巧語企圖令其他不死者及假面騎士戰鬥，是一名攻於心計的敵人。最後被聖杯封印。

#### 梅花
大地（成田浬 飾）
大象不死者人間體兼擬態，梅花J，第24-26集登場。力量型的不死者，謹慎的他從不和來歷不明的對手戰鬥。最後被劍以Jack Form封印。
城光（浜崎茜 飾）
老虎不死者人間體兼擬態，梅花Q，第35-42集登場。作風強悍，但也是眾不死者當中較為磊落，不傷害人類，只會和不死者戰鬥以成為最後勝利者，爭取讓同類成為地球的萬物之王。因此當金居（方塊K）告訴她無法於現代霸主之戰封印其他對手時非常失落。
和受不死者控制的睦月不期而遇，與他既是對手，也因為二人都只能為戰而戰而顯得惺惺相惜。
第42話為了協助睦月回復自我而甘願被他封印，並和較早前被封印的嶋昇（梅花K）一同把綠蜘蛛不死者（梅花A）驅趕出睦月體外。
嶋昇（相澤一成 飾；配音：黃啟昌（香港））
紅蜘蛛不死者人間體兼擬態，梅花K，第26-28及42集登場。和其他不死者不同，沒有戰鬥的意識，因此也厭倦戰鬥。能夠和劍崎等人和平相處。
為了令睦月擺脫綠蜘蛛不死者（梅花A）的控制而被他封印，希望以自己的力量與其抗衡，但失敗。直至有另一名不死者亦有同樣的想法…

### 下級不死者
名字不明（森本亮治 飾）
人類原祖，人型不死者，紅心2，第46話登場。1萬年前Battle Fight的勝利者。外表跟相川始相同，亦因此讓Joker獲得人類外貌。曾在相川始為了抑制自己而昏迷時借他的身體對劍崎等人講述不死者的故事。
和其他不死者不同，沒有戰鬥的意欲，個性也十分穩重溫和。而根據相川始描述，在故事開始前不死者們被解放後，當他被Joker封印時從沒作出反抗，很乾脆的認輸並被封印。也因此，一萬年前他到底如何獲勝在粉絲間也是一個眾人待解的問題。
說話方式是直接讓聲音傳入聽者的腦電波。不排除其他不死者也會用同樣方式和自己的種族對話。
因為是人類的祖先，所以栞對他非常恭敬，但卻引來他人的吐槽。
有一名樣貌酷似他的普通人類，名字為 三上了。